# Белгородская забава
Белгородская забава — международный фестиваль мастеров кукол, организуемый Белгородским театром кукол. Проводится с 1995 года в Белгороде.

## История создания
Первоочередной целью фестиваля является сохранение творческих контактов и лучших традиций кукольных театров, в первую очередь, славянских народов, обмен опытом, знакомство с наиболее значимыми работами профессиональных театров, поиск нового драматургического материала, обновление традиционных сюжетов, мастер-классы для художников и драматургов кукольных театров.
Участниками Фестиваля являются профессиональные государственные и негосударственные театры кукол из Российской Федерации и других стран, чьи спектакли были выбраны Театром после предварительного просмотра Организационным комитетом.
В конкурсной программе Фестиваля участвуют кукольные спектакли, созданные для разных возрастных категорий. Предпочтение отдается спектаклям, основанным на классических народных или авторских сюжетах, и спектаклям для детей. Особое внимание уделяется постановкам, в основу которых лёг новый, эксклюзивный драматургический материал (специально созданные оригинальные пьесы и адаптации для театра литературных произведений иных видов).
Фестиваль «Белгородская забава» — некоммерческий, и призван содействовать обмену практическим опытом в области театрального искусства.

## Хронология

### I фестиваль, 1995
Поводом для проведения первого фестиваля послужил распад Советского Союза и появление политических границ между славянскими республиками. Идею проведения фестиваля поддержали главы Администраций области и города, руководители областного управления культуры. Первый фестиваль больше походил на некие местные забавы, чем на серьёзный международный фестиваль. В программе фестиваля, помимо Белгородского Государственного театра кукол, приняли участие всего три профессиональных коллектива: Воронежский театр кукол, Брянский театр кукол и Курский театр кукол. В качестве гостей — участники студии Ярославского театрального института.

### II фестиваль, 1997
II-ой Международный фестиваль, состоявшийся в 1997-м году, уже совсем не походил на своего предшественника. Весть о добром начинании белгородского театра разлетелась по городам и весям, преодолев государственные границы и развеяв все сомнения и вопросы. Фестиваль оказался востребованным, число его участников выросло втрое и, что важно, «Белгородская забава» обрела своё лицо, своеобразной «фольклорной Мекки России», собрав у себя в гостях спектакли, основанные на национально-этнографическом материале. Этот театральный форум стал настоящей праздничной феерией, карнавалом, вобравшим в себя и традиционное кукольное представление, и народные песни, танцы, и даже элементы этнографических обрядов. В программе Второго Международного фестиваля встретились инсценировки известных русских и, менее известных русскому зрителю, белорусских сказок, украинский Гоголь с украинским же «Декамероном», современная интерпретация древнеславянского фольклора с драматургической версией японских сказаний. И хоть идея единства славянского народа была главенствующей, всё же это не стало преградой для радушного приёма представителей других этносов и культур.
После спектакля Белгородского театра «Кум да кума, да сказок сума», открывшего фестиваль, на этот раз, в нём приняли участие кукольники из Брянска, Орла,, Гомеля (Белоруссия), Тулы, Полтавы (Украина), Могилёва (Белоруссия), Краснодара, Курска, Харькова (Украина), Витебска (Белоруссии) и Воронежа.

### III фестиваль, 1999
Но, на III Международном фестивале театров кукол «Белгородская забава», проходившем в 1999 году, не всё складывалось так радужно, как на предыдущем. Из-за финансово-таможенных проблем не доехали в тот год до фестиваля театры Белоруссии, а из-за внезапной болезни В. Вольховского не смог принять участие в фестивале воронежский театр. Оставлял желать лучшего и художественный уровень представленных работ. Но, всё же, третий фестиваль сделал ещё один шаг вперёд в том, что организаторы учли пожелания зрителей, и почти каждый спектакль был показан дважды. И не только на сцене театра. Некоторые постановки прошли во Дворце культуры железнодорожников, в ДК «Энергомаш», клубе колледжа культуры и искусств... Так что, сотни маленьких и больших белгородцев стали свидетелями «Олимпийских игр театров кукол славянских государств в нашем городе». Именно так назвал этот фестиваль мэр Белгорода Георгий Георгиевич Голиков, напомнив всем первоначальный девиз олимпийцев: «Главное не победа, а участие». Ведь фестиваль — это праздник, дарующий зрителям радость встречи с миром искусства, а самим кукольникам — возможность творческого общения коллег, желающих быть братьями-славянами не только по крови, но и по духу, объединёнными общими корнями и современными общечеловеческими интересами.
В Третьем Международном фестивале принимали участие театры из: Тулы, Краснодара, Брянска, Смоленска, Полтавы, Орла, Харькова и Курска. Сами белгородцы показали своим гостям два спектакля: «Соловей и император», который был показан на открытии фестиваля и «Сказки нянюшки Арины».

### IV фестиваль, 2002
IV Международный фестиваль театров кукол «Белгородская забава» хоть и состоялся с запозданием на один год, но зато показал, что он становится всё более и более популярен среди кукольных театров России и ближнего зарубежья. Пятнадцать театров, рекордное для «Забавы» количество, приняли участие в IV фестивале. Стал очевидным тот факт, что узы дружбы, предложенные белгородскими кукольниками, крепнут и разрастаются, что такие встречи просто необходимы и служат на благо развития искусства театра кукол в целом. Настоящей творческой лабораторией обернулся этот фестиваль для всех участников. Каждый спектакль не просто был просмотрен, но и подвергнут профессиональному анализу со стороны жюри, которое состояло из театральных критиков Москвы и Харькова. Не все спектакли были приняты однозначно, но в целом фестиваль, безусловно, удался. С надеждой на новые встречи расставались кукольники Белгорода, Московской области, Орла, Брянска, Бреста, Тулы, Курска, Набережных челнов, Москвы, Воронежа, Полтавы, Минска, Симферополя, Тамбова и Липецка. Каждый увозил с собой на родину частичку тепла этой бескорыстной дружбы.

### V фестиваль, 2005
Проведение V Международного фестиваля театров кукол «Белгородская забава» было приурочено к сорокалетию Белгородского Государственного театра кукол и проходило в праздничной обстановке. Свои поздравления привезли нам коллеги из Набережных Челнов, Рязани, Курска, Воронежа, Чебоксар, Тулы, Липецка, Могилёва, Москвы. Студенты харьковского Университета искусств показали на белгородской сцене свой замечательный концерт. И хоть количество участников было несколько меньше, чем на четвёртой «Забаве», зато добавились «новые» страны.
В последующие годы фестиваль не проводился. Это было связано с тем, что в здании театра проводилась реконструкция, и театр не мог принять гостей.

### VI фестиваль, 2012
Учредителями VI Международного фестиваля театров кукол «Белгородская забава» 2012 выступили Союз театральных деятелей Российской Федерации и управления культуры Белгородской области.
В 2012 году в фестивале приняли участие:
- Винницкий академический областной театр кукол (Украина)
- Крымский академический театр кукол (Украина)
- Харьковский государственный академический театр кукол им. В. А. Афанасьева (Украина)
- Гомельский государственный театр кукол (Белоруссия)
- Могилевский областной театр кукол (Белоруссия)
- Паневежский кукольный театр на колёсах[лит.] (Литва)
- Неаполитанский традиционный театр кукол (Италия)
- Театральная компания XZART под руководством Мишеля Розенманна (Франция)
- Белгородский государственный театр кукол (Россия)
- Брянский областной театр кукол (Россия)
- Владимирский областной театр кукол (Россия)
- Воронежский театр кукол «Шут» (Россия)
- Дагестанский государственный театр кукол (Россия)
- Татарский государственный театр кукол «Экият» (Россия)
- Курский государственный театр кукол (Россия)
- Набережночелнинский государственный театр кукол (Россия)
- Орловский театр кукол (Россия)
- Детский интеграционный театр «КУКЛЫ» (Санкт-Петербург)
- Саранский городской детский центр театра и кино «Крошка» (Россия)
- Саратовский театр кукол «Теремок» (Россия)
- Тульский государственный театр кукол (Россия)[1].

Состав жюри: председатель — театральный критик Ольга Глазунова, члены жюри, ведущие специалисты в области детского театра и театра кукол — режиссёр Виктор Шрайман, режиссёр Станислав Железкин, театровед Алексей Гончаренко, композитор Алексей Чёрный; в качестве гостей были приглашены президент Международного фестиваля КУКART Давид Бурман, президент Российского центра УНИМА Елена Иванова, генеральный директор Творческо-координационного центра «Театр-информ» Ольга Сенаторова.
По мнению Ольги Глазуновой, «на фестивале были и взлеты, и разочарования, но главное все же — полнота ощущений. По „Белгородской забаве“ можно судить о том, что происходит сегодня в театральном сообществе, какие тенденции появляются, какие идеи кукольников нужно поддерживать, а с какими бороться».
Определённый итог VI фестиваля подвёл театральный критик В. Л. Шрайман:

Ради такого спектакля, как «Майская ночь» (Харьковский театр кукол, режиссёр Оксана Дмитриева) стоило приезжать в Белгород на фестиваль! Совершенно блистательная постановка. Это не спектакль «говорящих голов». Это слияние фантазии, чудес, пластики. Он рожден из сердца, чувства, таланта. Для меня этот спектакль — чудо. Спектакль «Волшебная кисть» Могилёвского областного театра кукол (режиссёр Игорь Казаков) не похож на другие. Это одна из форм сегодняшнего языка театра кукол. Безупречен спектакль Саратовского театра кукол «Бременские музыканты». Здесь сошлось всё: и мастерство режиссёра, и удивительное искусство художника. В спектакле так сделаны куклы, что ими хочется играть, каждый пальчик движется. Они живые.

Первая премия фестиваля отправилась Италию, в Неаполитанский традиционный театр кукол, кукловод которого Гасперо Насуто продемонстрировал филигранное владение куклой в представлении «Пульчинелла-ди-Маре».
А гран-при фестиваля увезли с собой харьковчане, за спектакль «Майская ночь», поставленный в жанре мюзикла, который покорил и зрителей, и жюри.
Главный приз детского жюри, которое также работало на фестивале, был отдан белгородскому спектаклю «Аистенок и Пугало», который поставили питерские кукольники: режиссёр Людмила Федорова и художник Александра Зубова.

### VII фестиваль, 2015
VII Международный фестиваль театров кукол «Белгородская Забава» 2015 прошёл осенью 2015 года. Учредителями фестиваля выступили Союз театральных деятелей Российской Федерации, правительство Белгородской области, управления культуры Белгородской области, Белгородское отделение ПАО Сбербанк и Фонд содействия театральному искусству и развитию театрального творчества.
В программу VII фестиваля «Белгородская Забава» свои лучшие постановки презентовали 20 театральных коллективов:
- Белгородский государственный театр кукол (г. Белгород, Россия)
- Белорусский театр «Лялька» (г. Витебск, Беларусь)
- Брянский областной театр кукол (г. Брянск, Россия)
- Гомельский государственный театр кукол (г. Гомель, Беларусь)
- Донецкий республиканский академический театр кукол (г. Донецк, Украина[3])
- Калининградский областной театр кукол (г. Калининград, Россия)
- Кемеровский областной театр кукол имени Аркадия Гайдара (г. Кемерово, Россия)
- Костромской областной театр кукол (г. Кострома, Россия)
- Крымский академический театр кукол (г. Симферополь, Крым)
- Курский государственный театр кукол (г. Курск, Россия)
- Московский детский камерный театр кукол (г. Москва, Россия)
- Московский областной государственный театр кукол (г. Москва, Россия)
- Орловский театр кукол (г. Орёл, Россия)
- Тамбовский государственный театр кукол (г. Тамбов, Россия)
- Татарский государственный театр кукол «Экият» (г. Казань, Россия)
- Театр «HAND» (г. Пловдив, Болгария)
- Театр «TEMPO» (г. Анкара, Турция)
- Театр «Северная сцена» (г. Новый Уренгой, Россия)
- Тульский государственный театр кукол (г. Тула, Россия)
- Чувашский государственный театр кукол (г. Чебоксары, Россия)

Состав жюри: председатель — театральный критик Ольга Глазунова, члены жюри, ведущие специалисты в области детского театра и театра кукол — театровед Алексей Гончаренко, секретарь Российского центра УНИМА Елена Точилко, художник Виктор Платонов, художественный руководитель Рязанского государственного театра кукол Валерей Шадский, композитор Александр Мосиенко, художественный руководитель театра кукол «Огниво» (г. Мытищи) Станислав Железкин.
В качестве гостей были приглашены президент Международного фестиваля КУКART Давид Бурман, президент Российского центра УНИМА Елена Иванова, генеральный директор Творческо-координационного центра «Театр-информ» Ольга Сенаторова, главный режиссёр Белгородского театра с 1983 по 2000 гг. Ирина Лебедева, вице-президент Межрегионального благотворительного фонда имени И. М. Смоктуновского «Золотой Пеликан» Людмила Шевцова, главный режиссёр Кировоградского областного театра кукол Анатолий Поляк, главный режиссёр Ярославского театра юного зрителя им. В. С. Розова Игорь Ларин, художник Захар Давыдов.
Фестиваль стал успешным продолжением предыдущего, превратившись в праздник как для профессиональных сообществ кукольников, так и для белгородских театралов. Проходил он в Год литературы, и в фестивальной афише были заявлены постановки по произведениям представителей классической и современной литературы. В каждом спектакле создатели сделали акценты на общие эстетические и художественные ценности. Любопытно, что лучшими на «Забаве-2015» признаны спектакли для взрослых.
На фестивальных показах побывало около 7 тысяч зрителей.
Бок о бок с профессионалами работало и детское жюри, возглавляемое воспитанником инклюзивной театральной студии Белгородского государственного театра кукол.
В рамках фестиваля прошла выставка театральных художников. В экспозиции были представлены эскизы к спектаклям, выполненные Ольгой Сидоренко и Татьяной Ещенко, авторские куклы Александра Хижнякова и Андрея Ныша, костюмы и картины Татьяны Тимофеевой. Эти художники в разный период времени сотрудничали и продолжают работать с Белгородским театром кукол.
Большой интерес вызвали мастер-классы и лекции для руководителей самодеятельных театральных коллективов региона, которые впервые прошли в рамках фестиваля. В частности, мастер-классы провели ведущие театральные деятели российского театра, как Давид Бурман, Людмила Шевцова, Виктор Платонов, Валерий Шадский, Ольга Сенаторова, Елена Иванова.
На церемонии закрытия фестиваля «Белгородская Забава» наградами профессионального жюри были удостоены десять спектаклей. Гран-при получил театр «HAND» (Болгария) за спектакль «Эскориал».
Члены детского жюри, работавшие наравне с профессионалами, определили лучшие работы по трём номинациям: «спектакль для взрослых», «спектакль для самых маленьких» и «самый запоминающийся спектакль».
Почётный гость фестиваля — Людмила Шевцова, вице-президент Межрегионального благотворительного фонда имени И. М. Смоктуновского «Золотой Пеликан» вручила директору фестиваля, художественному руководителю Белгородского государственного театра кукол — Наталье Репиной Медаль Межрегионального благотворительного фонда имени И. М. Смоктуновского «Золотой Пеликан».
Седьмой фестиваль продолжил традиции предыдущих, направленные на укрепление культурного имиджа области, на расширение и укрепление творческих контактов между кукольниками разных стран. По мнению членов жюри, театральных критиков и ведущих специалистов прошедший фестиваль подтвердил свой высокий профессиональный уровень.